# Supraleiter

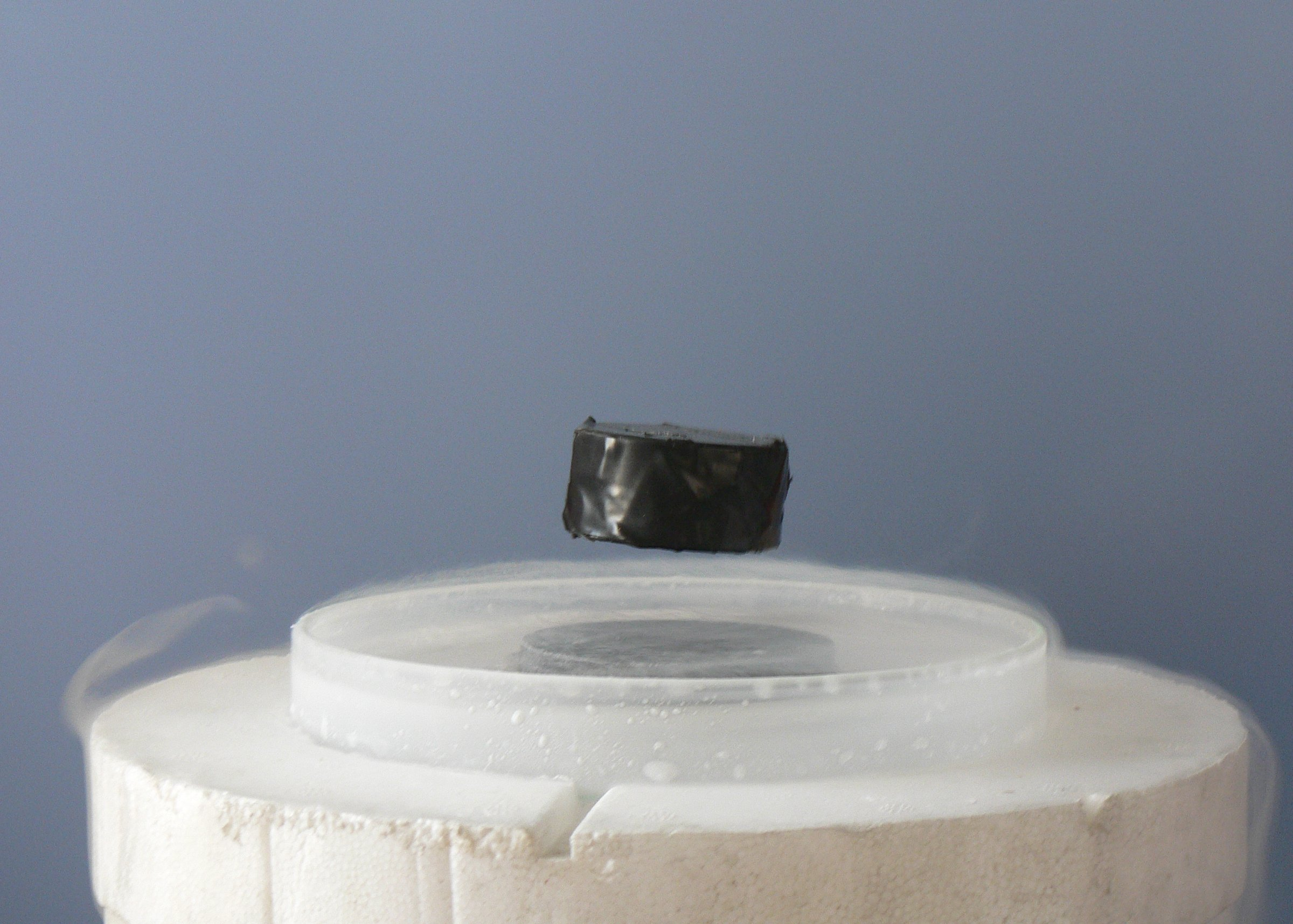
Ein Magnet schwebt über einem mit flüssigem Stickstoff gekühlten Hochtemperatursupraleiter (ca. −197 °C)

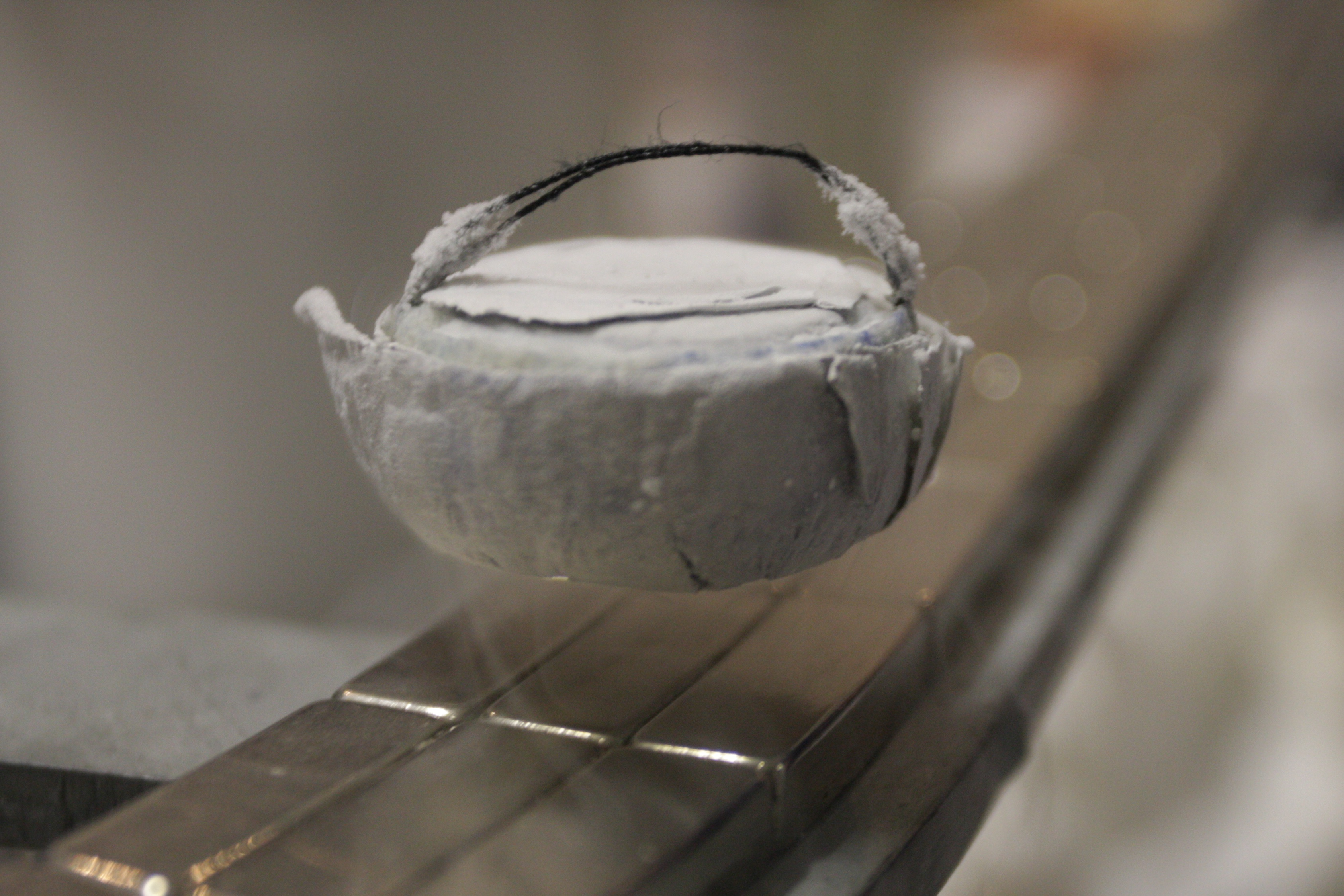
Ein keramischer Hochtemperatursupraleiter schwebt über Dauermagneten

Supraleiter sind Materialien, deren elektrischer Widerstand beim Unterschreiten der sogenannten Sprungtemperatur praktisch Null wird. Die Supraleitung wurde 1911 von Heike Kamerlingh Onnes, einem Pionier der Tieftemperaturphysik, entdeckt. Sie ist ein makroskopischer Quantenzustand.
Viele Metalle, aber auch andere Materialien sind Supraleiter. Die Sprungtemperatur – auch „kritische Temperatur“ Tc genannt – ist für die meisten Supraleiter sehr niedrig; um Supraleitung zu erreichen, muss das Material im Allgemeinen mit verflüssigtem Helium (Siedetemperatur −269 °C) gekühlt werden. Nur bei den Hochtemperatursupraleitern genügt zur Kühlung verflüssigter Stickstoff (Siedetemperatur −196 °C).
Im supraleitenden Zustand tritt der Meißner-Ochsenfeld-Effekt auf, d. h. das Innere des Materials bleibt bzw. wird frei von elektrischen und magnetischen Feldern. Ein elektrisches Feld würde durch die ohne Widerstand beweglichen Ladungsträger sofort abgebaut. Magnetfelder werden durch den Aufbau entsprechender Abschirmströme an der Oberfläche verdrängt, die mit ihrem eigenen Magnetfeld das von außen eindringende Magnetfeld kompensieren. Ein nicht zu starkes Magnetfeld dringt nur etwa 100 nm weit in das Material ein; diese dünne Schicht trägt die Abschirm- und Leitungsströme.
Der Stromfluss durch den Supraleiter senkt die Sprungtemperatur. Die Sprungtemperatur sinkt auch, wenn ein äußeres Magnetfeld anliegt.
Überschreitet das Magnetfeld einen kritischen Wert, so beobachtet man je nach Material verschiedene Effekte. Bricht die Supraleitung schlagartig zusammen, spricht man von einem Supraleiter erster Art oder vom Typ I. Supraleiter zweiter Art dagegen (Typ II) haben zwei kritische Feldstärken, ab der niedrigeren beginnt das Feld einzudringen, bei der höheren bricht die Supraleitung zusammen. In dem Bereich dazwischen dringt das Magnetfeld in Form mikroskopisch feiner Schläuche zunehmend in den Leiter ein. Der magnetische Fluss in diesen Flussschläuchen ist quantisiert. Supraleiter vom Typ II sind durch ihre hohe Stromtragfähigkeit interessant für technische Anwendungen.
Technische Anwendungen der Supraleitung sind die Erzeugung starker Magnetfelder – für Teilchenbeschleuniger, Kernfusionsreaktoren, Magnetresonanztomographie, Levitation – sowie Mess- und Energietechnik.

## Einteilung
Von der großen Vielzahl verschiedener Supraleiter, die z. B. in 32 verschiedene Klassen eingeteilt wurden, sind insbesondere die zuerst entdeckten metallischen Supraleiter und die technisch bedeutenden A15-Phasen sowie die keramischen Hochtemperatursupraleiter bedeutend.
Als erste unkonventionelle Supraleiter, die schwer oder gar nicht mit der BCS-Theorie  in Einklang zu bringen sind, wurden 1979 Schwere-Fermionen-Supraleiter entdeckt (Frank Steglich).

### Metallische Supraleiter
Supraleitung wurde 1911 von Heike Kamerlingh Onnes kurz nach seiner Entdeckung der Heliumverflüssigung bei Messungen am Metall Quecksilber entdeckt. Dieser damals im Allgemeinen noch unbekannte Effekt wurde zunächst nur bei extrem tiefen Temperaturen unter 4,2 K beobachtet. Magnesiumdiborid hat mit 39 K die höchste Sprungtemperatur unter den metallischen Supraleitern bei Atmosphärendruck. Dies beschränkt den Einsatz metallischer Supraleitung auf relativ wenige Anwendungen, denn die Kühlung erfordert flüssiges Helium und ist damit sehr aufwendig und teuer.
Metallische Supraleiter haben jedoch gegenüber den folgenden Klassen den großen Vorteil, dass man daraus leicht Drähte formen kann, wie sie beispielsweise zur Konstruktion von Spulen für die Erzeugung sehr starker Magnetfelder notwendig sind. Die Eigenschaften metallischer Supraleiter werden durch die BCS-Theorie erklärt.

### A15-Phasen
Die in den 1950er Jahren entdeckten A15-Phasen, vor allem Nb3Sn, sind insbesondere für Anwendungen bedeutend, die starke Magnetfelder benötigen.

### Hydride unter hohem Druck als Hochtemperatursupraleiter
Konventionelle (metallische) Supraleiter unter hohem Druck und mit hohen Sprungtemperaturen wurden bei verschiedenen Hydriden gefunden. Im Jahr 2015 wurde von Mikhail Eremets und seinen Kollegen am Max-Planck-Institut für Chemie in Mainz berichtet, dass Schwefelwasserstoff H2S unter hohen Drücken (100–300 GPa) zu einem metallischen Leiter wird, der eine Sprungtemperatur von −70 °C (= 203 K) aufweist. 2019 wurde von der Gruppe von Eremets bei dem Lanthanhydrid LaH10 unter hohem Druck (170 GPa) eine Sprungtemperatur von etwa 250 K (≈ −23 °C) gemessen; es ist damit das Material mit der höchsten bekannten Sprungtemperatur.
Die Arbeiten sind inzwischen kritisiert worden. Ein wichtiges Merkmal der Supraleitung, der Meissner-Effekt, in den Hochdruckexperimenten über eine Änderung der magnetischen Suszeptibilität gemessen, ist nach J. E. Hirsch und F. Marsiglio fehlinterpretiert worden. Eine Arbeit von 2021 in Nature wurde 2022 sogar nach Kritik zurückgezogen.
2023 wurde eine Arbeit veröffentlicht, die von einem Stickstoff-dotiertem Lutetium-Hydrid berichtet, das bei einer Temperatur von bis zu 21 °C und einem Druck von 10 kbar supraleitend wird. Auch zu dieser Arbeit wurden Zweifel geäußert.

### Keramische Hochtemperatursupraleiter
Als Hochtemperatursupraleiter (HTSL) werden Materialien bezeichnet, deren Sprungtemperatur über 23 K liegt, der höchsten Sprungtemperatur der konventionellen, metallischen (Legierungs-)Supraleiter. Diese Klasse von keramischen Supraleitern (Cuprate) mit besonders hohen Sprungtemperaturen wurde erst 1986 von Bednorz und Müller entdeckt, die dafür 1987 mit dem Nobelpreis für Physik ausgezeichnet wurden.
Für die Technik besonders interessant sind HTSL, die mit einer Sprungtemperatur von über 77 K (Siedetemperatur von Stickstoff) eine kostengünstige Kühlung ermöglichen. Der bekannteste Vertreter ist das Yttriumbariumkupferoxid mit der Formel YBa2Cu3O7-δ, das auch als YBaCuO, YBCO oder 123-Oxid bezeichnet wird. Supraleitfähigkeit wird für δ = 0,05 bis 0,65 beobachtet.
Die Stromleitung dieser Materialien erfolgt in getrennten Strompfaden und ist richtungsabhängig. Bisher ist ungeklärt, auf welchen physikalischen Grundlagen die Stromleitung in den HTSL beruht.
Der technische Einsatz ist wegen der Sprödigkeit des Keramikmaterials schwierig. Trotzdem ist es gelungen, ein biegsames Leitermaterial daraus herzustellen, indem der keramische Werkstoff in Röhren aus Silber gefüllt wurde, die dann zu flexiblen Bändern ausgewalzt wurden.
| Substanz | Sprungtemperatur | Sprungtemperatur |
| --- | ---------------- | ---------------- |
| YBa2Cu3O7 | 93 K             | −180 °C          |
| Bi2Sr2Ca2Cu3O10 | 110 K            | −163 °C          |
| HgBa2Ca2Cu3O8 | 133 K            | −140 °C          |
| Hg0.8Tl0.2Ba2Ca2Cu3O8.33 (momentaner Rekordhalter bei Standarddruck, noch nicht durch eine zweite unabhängige Forschergruppe reproduziert und publiziert) | 138 K            | −135 °C          |

### Eisenhaltige Hochtemperatursupraleiter
| Substanz         | Sprungtemperatur | Sprungtemperatur |
| ---------------- | ---------------- | ---------------- |
| LaO0.89F0.11FeAs | 26 K             | −247 °C          |
| LaO0.9F0.2FeAs   | 28,5 K           | −244,6 °C        |
| CeFeAsO0.84F0.16 | 41 K             | −232 °C          |
| SmFeAsO0.9F0.1   | 43 K             | −230 °C          |
| NdFeAsO0.89F0.11 | 52 K             | −221 °C          |
| GdFeAsO0.85      | 53,5 K           | −219,6 °C        |
| SmFeAsO≈ 0.85    | 55 K             | −218 °C          |

Eine völlig neuartige und unerwartete Klasse von Hochtemperatursupraleitern entdeckte der Japaner Hideo Hosono mit Kollegen im Jahr 2008: Verbindungen aus Eisen, Lanthan, Phosphor und Sauerstoff können supraleitend sein. Durch die Wahl anderer Beimischungen, wie Arsen, lässt sich die Sprungtemperatur von ursprünglich 4 K auf derzeit (2011) 56 K steigern. Nach den Pniktogenen Phosphor und Arsen werden diese Supraleiter Eisenpniktide genannt.
Überraschend war der Anteil an Eisenatomen, weil jedes bekannte supraleitende Material durch ausreichend starke Magnetfelder normalleitend wird. Diese starken internen Magnetfelder könnten nun sogar Voraussetzung der Supraleitung sein. Das Rätselraten über die physikalischen Grundlagen ist dadurch noch größer geworden. Bisher steht nur fest, dass der Stromfluss durch Paare von Elektronen getragen wird, wie in der BCS-Theorie beschrieben. Welcher Effekt aber diese Cooper-Paare verbindet, ist unklar. Sicher scheint, dass es sich nicht – wie bei metallischen Supraleitern – um eine Elektron-Phonon-Wechselwirkung handelt.

### Graphen
Ein Forschungsteam unter Leitung von Pablo Jarillo-Herrero am Massachusetts Institute of Technology hat 2017 die supraleitende Fähigkeit von Graphen nachgewiesen, wobei zwei wabenartige Monolagen von Kohlenstoffatomen im Winkel von 1,1 Grad übereinander gelagert, stark gekühlt und mit einer kleinen elektrischen Spannung versehen wurden. Vorhergesagt wurde der Effekt zuvor von Allan H. MacDonald und Rafi Bistritzer. Jarillo-Herrero, MacDonald und Bistritzer erhielten dafür 2020 den Wolf-Preis in Physik.

### Zusammenhang mit Bose-Einstein-Kondensat
2020 berichteten Forscher über die Beobachtung eines supraleitenden Bose-Einstein-Kondensats (BEK), und dass es einen „fließenden Übergang zwischen“ BEK und BCS-Regimes zu geben scheint.

## Metallische Supraleiter bei extrem tiefen Temperaturen
| Substanz       | Sprungtemperatur | Sprungtemperatur |
| Substanz       | (K)              | (°C)             |
| -------------- | ---------------- | ---------------- |
| Wolfram        | 0,015            | −273,135         |
| Gallium        | 1,083            | −272,067         |
| Aluminium      | 1,175            | −271,975         |
| Quecksilber    | 4,154            | −268,996         |
| Tantal         | 4,470            | −268,680         |
| Blei           | 7,196            | −265,954         |
| Niob           | 9,250            | −263,900         |
| AuPb           | 7,000            | −266,150         |
| Technetium     | 7,770            | −265,380         |
| MoN            | 12,000           | −261,150         |
| PbMo6S8        | 15,000           | −258,150         |
| K3C60          | 19,000           | −254,150         |
| Nb3Ge          | 23,000           | −250,150         |
| MgB2           | 39,000           | −234,150         |
| metallisch H2S | 203,000          | −70,150          |

Je nach ihrem Verhalten im Magnetfeld unterscheidet man Supraleiter vom Typ I und Typ II, auch Supraleiter 1. und 2. Art genannt.

### Supraleiter 1. Art
Ein magnetisches Feld wird in Supraleitern 1. Art bis auf eine dünne Schicht an der Oberfläche vollständig aus dem Inneren verdrängt. Das Magnetfeld nimmt an der Oberfläche des Supraleiters sehr rasch exponentiell ab; das charakteristische Maß von etwa 100 nm der Oberflächenschicht ist die so genannte (Londonsche) Eindringtiefe. Man bezeichnet diesen Zustand auch als Meißner-Phase. Ein Supraleiter 1. Art wird auch für Temperaturen {\displaystyle T<T_{\mathrm {c} }} normalleitend, wenn entweder das äußere Magnetfeld einen kritischen Wert {\displaystyle B_{\mathrm {c} }} oder die Stromdichte durch den Supraleiter einen kritischen Wert {\displaystyle J_{\mathrm {c} }} überschreitet. Die meisten metallischen Elemente zeigen dieses Verhalten und haben dabei sehr niedrige Sprungtemperaturen im Bereich weniger Kelvin. Ausnahmen sind die nicht supraleitenden Alkali- und Erdalkalimetalle sowie Kupfer, Silber und Gold. Das Auftreten einer kritischen Stromdichte kann verstanden werden, indem man sich vor Augen führt, dass für das Anwerfen eines Abschirmstromes Energie nötig ist. Diese Energie muss von der Kondensationsenergie beim Phasenübergang normalleitend nach supraleitend geliefert werden. Sobald die benötigte Energie die Kondensationsenergie übersteigt, kann keine Supraleitung mehr vorliegen.
Bei Typ-I-Supraleitern wird die Supraleitung durch eine Paarbildung von Elektronen (Cooper-Paare) im Leiter erklärt. Bei der normalen elektrischen Leitung entsteht der elektrische Widerstand durch Wechselwirkungen der Elektronen mit Gitterfehlern des Kristallgitters und mit Gitterschwingungen. Darüber hinaus können auch Streuprozesse der Elektronen untereinander eine wichtige Rolle spielen. Die quantenphysikalische Theorie zur Beschreibung der Typ-I-Supraleiter heißt nach ihren Autoren Bardeen, Cooper und Schrieffer die BCS-Theorie: Elektronen sind Fermionen, die sich nach BCS unter bestimmten Bedingungen zu bosonischen Paaren, sogenannten Cooper-Paaren, zusammenschließen. Die Menge dieser Bosonen nimmt dann einen makroskopischen Quantenzustand ein, der den Fermionen verwehrt ist (vgl. auch Suprafluidität). Die Kopplung der Elektronen zu Cooper-Paaren und deren Delokalisation im gemeinsamen Quantenzustand unterdrückt die Energieabgabe an das Kristallgitter und ermöglicht so den widerstandslosen elektrischen Stromfluss.

### Supraleiter 2. Art
Supraleiter 2. Art befinden sich bis zum sogenannten „unteren kritischen Magnetfeld“ {\displaystyle B_{\mathrm {c1} }} in der Meißner-Phase, verhalten sich also wie Typ I. Bei höheren Magnetfeldern können magnetische Feldlinien in Form sogenannter Flussschläuche in das Material eindringen (Schubnikow- oder Mischphase, auch Vortex- oder Flussschlauch-Zustand), ehe der supraleitende Zustand bei einem „oberen kritischen Magnetfeld“ {\displaystyle B_{\mathrm {c2} }} vollständig zerstört wird. Der magnetische Fluss in einem Flussschlauch ist immer gleich dem magnetischen Flussquant:
{\displaystyle \Phi _{0}={\frac {h}{2e}}=2{,}07\cdot \,10^{-15}\,\mathrm {Vs} }
Fließt ein Strom mit der Dichte J durch den Supraleiter, so übt er auf die Flussschläuche eine Lorentz-Kraft
{\displaystyle F_{\mathrm {L} }=J\cdot \Phi _{0}\cdot l}  ({\displaystyle l} = Länge des Flussschlauchs)
senkrecht zu J und dem Magnetfeld B aus. Dadurch wandern die Flussschläuche mit der Geschwindigkeit v quer durch das Material. Hierbei verschwinden die Schläuche an einem Rand und bilden sich am gegenüberliegenden Rand neu. Diese Feldbewegung verursacht wiederum eine Lorentz-Kraft {\displaystyle F_{Q}}, welche nach der Lenzschen Regel dem Strom entgegengerichtet ist. Diese Gegenkraft bewirkt einen Spannungsabfall, es entsteht also ein elektrischer Widerstand im Supraleiter.
Um das zu verhindern, können in das Kristallgitter gezielt Störstellen (Pinning-Zentren) eingebaut werden, welche die Flussschläuche bis zu einer bestimmten Grenzkraft festhalten. Erst wenn die Lorentz-Kraft {\displaystyle F_{\mathrm {L} }} diese Grenze übersteigt, kommt es zur Drift und damit zum sogenannten Flux-flow-Widerstand. Supraleiter mit einer großen Grenzkraft bezeichnet man als harte Supraleiter.
Die Supraleiter zweiter Art sind theoretisch nicht so gut verstanden wie die Supraleiter erster Art. Zwar wird auch in diesen Supraleitern die Bildung von Cooper-Paaren angenommen, ein allgemein akzeptiertes Modell zu ihrer vollständigen Beschreibung existiert jedoch noch nicht.
Beispiele für Typ-II-Supraleiter sind die keramischen Hochtemperatursupraleiter. Zwei wichtige Gruppen sind YBaCuO (Yttrium-Barium-Kupferoxide) und BiSrCaCuO (Bismut-Strontium-Calcium-Kupferoxide). Weiterhin zählen die meisten supraleitenden Legierungen zum Typ II, so wie die für MR-Magnete verwendeten Niob-Aluminium-Legierungen. Seit ca. 2008 hat eine neue Klasse Materialien an Bedeutung gewonnen; die sogenannten Eisenpniktide. Der Grundbaustein dieser Supraleiter ist Arsen und Eisen und tritt in der Regel in Kombination mit einer seltenen Erde, Sauerstoff und Fluor auf.

### Eigenschaften
Supraleiter, mit geringfügigen Unterschieden zwischen 1. und 2. Art, zeigen neben dem praktischen Verlust des elektrischen Widerstandes und dem Verdrängen von Magnetfeldern aus ihrer Struktur noch weitere besondere Eigenschaften. Die meisten lassen sich mit der BCS-Theorie oder Betrachtung der freien Enthalpie („Gibbs-Funktion“) erklären. Die freie Enthalpie der jeweiligen Phase kann man über verschiedene Beobachtungsparameter (z. B. Druck, Temperatur, magnetisches Feld) berechnen. Die Gibbs-Funktion wird in diesem Fall durch ein Minimum festgelegt, d. h., die supraleitende Phase wird im Vergleich zur normalleitenden Phase instabil, wenn die freie Enthalpie der supraleitenden Phase größer ist als die der normalleitenden (und umgekehrt). Ein sich drehender Supraleiter erzeugt ein Magnetfeld, dessen Orientierung mit der Drehachse des Supraleiters zusammenfällt, was man mit London-Moment bezeichnet.
Ein sogenanntes kritisches Magnetfeld {\displaystyle B_{\mathrm {c} }}, bei dem die Supraleitung zusammenbricht, kann als Funktion der Umgebungstemperatur T betrachtet werden. In der Nähe des absoluten Nullpunktes muss {\displaystyle B_{\mathrm {c} }} aufgewendet werden, um die supraleitende Phase zu zerstören. Beim Erreichen der Übergangstemperatur {\displaystyle T_{\mathrm {c} }} bricht die supraleitende Phase auch ohne ein äußeres Magnetfeld zusammen. Die Funktion des äußeren kritischen Magnetfeldes kann in guter Näherung durch
{\displaystyle B_{\mathrm {c} }(T)=B_{\mathrm {c} }(0)\cdot \left(1-\left({\frac {T}{T_{\mathrm {c} }}}\right)^{\!2}\right)}
beschrieben werden. Die Erklärung für den Zusammenbruch der Supraleitung bei ausreichend hohen Magnetfeldern liegt in der Bindungsenergie der Cooper-Paare; wird diesen eine Energie oberhalb ihrer Bindungsenergie zugeführt, dann brechen sie auf und es entsteht die normalleitende Phase. Die Umgebungstemperatur muss entsprechend niedriger sein, um diesen Vorgang mit der Kondensation von Cooper-Paaren zu kompensieren. Die kritische Energie kann nicht nur durch magnetische Felder erzeugt werden. Zur Umgebungstemperatur wurden auch Funktionen mit dem Druck (1.) und elektrischen Feldern (2.) gefunden. Da das Aufbrechen von Cooper-Paaren endotherm ist, kann man durch ein Magnetfeld {\displaystyle B_{\mathrm {c} }} und einen darin befindlichen Stoff im supraleitenden Zustand die Umgebung des Supraleiters abkühlen. Als technische Anwendung ist dieser Kühlprozess per Entmagnetisierung jedoch uninteressant.
1. Bei sehr hohem Druck sinkt im Allgemeinen die kritische Temperatur. Allerdings gibt es teilweise auch umgekehrte Abhängigkeiten. Diese Anomalie einiger Stoffe kommt durch eine strukturelle Umwandlung des Leiters durch den hohen Druck zustande. Die kritische Temperatur des Stoffes kann bei zunehmendem Druck zuerst sinken, dann kommt es bei einem bestimmten Druck zur Bildung einer Modifikation, die plötzlich höhere Übergangstemperaturen aufweist. Zu diesen Hochdrucksupraleitern gehören auch Stoffe, bei denen bisher nur bei hohem Druck ein Übergang in die supraleitende Phase beobachtet wurde.
2. Fließt Strom durch einen Supraleiter, so zerstört das durch den Strom erzeugte magnetische Feld ab einer bestimmten Stärke die Supraleitung.

Das Volumen eines Stoffes in der normalleitenden Phase {\displaystyle V_{\mathrm {n} }} (bei Temperaturen {\displaystyle T>T_{\mathrm {c} }}) ist kleiner als das Volumen in der supraleitenden Phase {\displaystyle V_{s}} ({\displaystyle T<T_{\mathrm {c} }}). Ist {\displaystyle T=T_{\mathrm {c} }} so entsprechen sich beide Werte ungefähr ({\displaystyle V_{\mathrm {s} }=V_{\mathrm {n} }}). Dies ist deshalb interessant, da während der Übergangsphase beide Phasen S und N nebeneinander im Leiter existieren. Um dieses Phänomen zu erklären, sind allerdings intensivere Überlegungen notwendig.
Die spezifische Wärmekapazität der Elektronen erhöht sich beim Übergang vom normal- in den supraleitenden Zustand bei {\displaystyle T_{\mathrm {c} }} für Typ-I/II-Supraleiter sprunghaft (Rutgers-Formel). In klassischen Supraleitern verringert sie sich im supraleitenden Zustand exponentiell mit der Temperatur, da Cooper-Paare keine Wärme aufnehmen können und so nur noch Elektronen zur Wärmekapazität beitragen, die über die Energielücke angeregt werden (siehe auch Boltzmann-Faktor).
Die Wärmekapazität der Phononen (Gitterschwingungen) bleibt beim Übergang in den supraleitenden Zustand unverändert.
Der supraleitende Zustand hat wenig Einfluss auf die Wärmeleitfähigkeit. Man muss diesen Einfluss für zwei Arten von Stoffen betrachten. Zum einen Stoffe, bei denen Wärme vor allem über das Gitter weitergegeben wird, was einen Großteil von Leitern ausmacht. Diese Wärmeleitung wird in der Nähe von {\displaystyle T_{\mathrm {c} }} durch die starken Interferenzen an den Übergängen zwischen S- und N-leitenden Schichten behindert, bei {\displaystyle T<T_{\mathrm {c} }} jedoch durch die fehlende Wechselwirkung mit den Elektronen im Vergleich zur normalleitenden Phase besser. Bei Stoffen, in denen die Elektronen einen großen Anteil an der Wärmeleitung haben, wird diese logischerweise schlechter. Es wurde in dieser Beziehung darüber nachgedacht, Supraleiter als über ein kritisches Feld steuerbare Schalter für Wärmeströme einzusetzen.

## Theorien

### Die Londonschen Gleichungen
Ohne auf die Träger des Suprastromes einzugehen, leiteten Fritz und Heinz London 1935 eine Beschreibung der Supraleitung her. Die London-Gleichungen beschreiben den widerstandslosen Transport und den Meißner-Ochsenfeld-Effekt.

### Ginsburg-Landau-Theorie
Eine phänomenologische Beschreibung von Supraleitung gelang Witali Ginsburg und Lew Landau im Jahr 1950. Sie beschrieben den Übergang vom normalleitenden zum supraleitenden Zustand durch einen „Phasenübergang zweiter Ordnung“. In der Ginsburg-Landau-Theorie wird als Ordnungsparameter die makroskopische Wellenfunktion des supraleitenden Zustandes benutzt.
(Von dieser Theorie gibt es Querbeziehungen zur Hochenergiephysik, und zwar zum sog. Higgs-Mechanismus, bei dem es um die Erzeugung der Masse gewisser Elementarteilchen geht, die – ähnlich wie bei der Supraleitung – speziellen Eichsymmetrien unterliegen.)

### BCS-Theorie
Die fundamentale, mikroskopische Beschreibung der Supraleitung, die im Gegensatz zu den vorhergehenden Theorien „alles erklärte“, wurde 1957 von John Bardeen, Leon Neil Cooper und John Robert Schrieffer vorgestellt. Mit dieser BCS-Theorie lassen sich konventionelle Supraleiter sehr gut beschreiben. Die BCS-Theorie entstand etwa 50 Jahre nach der Entdeckung des Phänomens. Für die Hochtemperatursupraleitung existiert derzeit (Stand: 2019) noch keine allgemein akzeptierte Theorie. 2020 berichteten Forscher die Entwicklung von supraleitendem Bose-Einstein-Kondensat (BEK) und dass es einen „fließenden Übergang zwischen“ BEK und BCS-Regimen zu geben scheint.

## Realisierte Anwendungen

### Erzeugung starker Magnetfelder

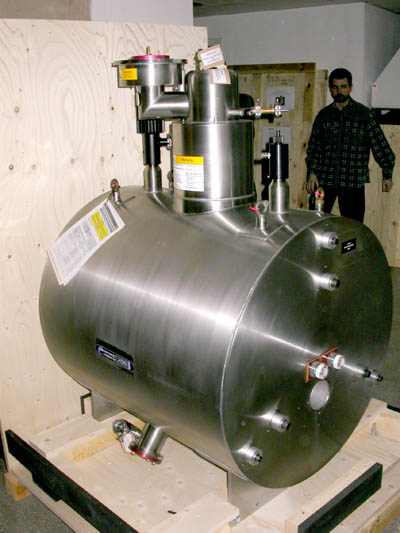
Supraleitender Magnet für eine magnetische Flussdichte von 7 Tesla

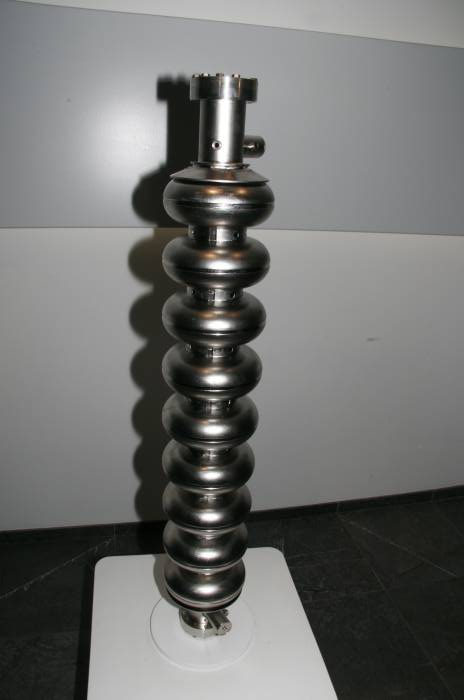
Supraleitender Hohlraumresonator aus hochreinem Niob zur Beschleunigung von Elektronen und Positronen bei DESY; Länge der Struktur ca. 1 m

Schrägbild eines supraleitenden Doppelkontaktes (SQUID) zur Messung extrem schwacher Magnetfelder

Ein bedeutendes Anwendungsfeld ist die Erzeugung starker, konstanter oder nur langsam veränderter Magnetfelder. Der ohmsche Widerstand der Spulenwicklungen konventioneller Elektromagnete erzeugt große Wärmemengen und damit einen großen Energieverlust.
Für diese Anwendung werden bisher (2014) nur klassische Supraleiter (SL) verwendet, vor allem Legierungen von Niob. Für starke supraleitende Spulen sind kilometerlange, nur wenige Mikrometer dünne Leiterfäden nötig; diese können aus Hochtemperatur-Supraleitern (HTSL) zurzeit noch nicht hergestellt werden.
Eine stromdurchflossene supraleitende Spule kann man in sich schließen, woraufhin der Strom im Prinzip unendlich lange verlustfrei in der Spule erhalten bleibt. Zum „Laden“ der in sich geschlossenen Spule wird ein kurzes Teilstück der Spule über die Sprungtemperatur geheizt. Dadurch wird die Spule geöffnet und kann über Zuleitungen mit Strom versorgt werden. Wenn die gewünschte Stromstärke erreicht ist, wird der Heizer abgeschaltet. Die Spule ist dadurch wieder in sich geschlossen. Bei dauerhaftem Betrieb können die elektrischen Anschlüsse nach dem Laden der Spule mechanisch entfernt und der Behälter der Spule verschlossen werden. Zur Erhaltung des Feldes ist dann nur ein regelmäßiges Nachfüllen der Kühlmedien Flüssighelium und Flüssigstickstoff erforderlich. Ein gutes Beispiel hierfür bietet ein NMR-Gerät.
Die größte Störung ist das sogenannte Quenchen (engl. to quench = löschen), ein lokales Aussetzen der Supraleitung. Die nun normalleitende Stelle wirkt als elektrischer Widerstand. Sie heizt sich auf, wodurch sich der Widerstand noch erhöht. Der normalleitende Bereich vergrößert sich durch Wärmeleitung. So bricht innerhalb kurzer Zeit der Strom und damit das Magnetfeld zusammen. Da die im Magnetfeld gespeicherte Energie recht groß ist, kann dieser Vorgang zur Zerstörung der Spule führen.
Supraleiter sind ideal diamagnetisch. Daher kann ein Strom nur an ihrer Oberfläche fließen, und für große Stromstärken ohne Überschreiten der Grenzstromdichte muss man viele dünne SL-Fäden parallel schalten. Durch Einbetten dieser Fäden in Kupfer wird nun erreicht, dass beim Quenchen der Strom vom normalleitenden Kupfer aufgenommen wird und die Erwärmung gering bleibt, sodass der normalleitende Bereich nicht zu schnell anwächst (stabilisierter Supraleiter). Damit wird eine Zerstörung des Leiters vermieden. Solche Spulen aus stabilisierten Supraleitern werden beispielsweise in Kernspintomographen, Teilchenbeschleunigern und Kernfusionsreaktoren verwendet.

### Mikrowellen in supraleitenden Kavitäten
Auch für Hohlraumresonatoren (Kavitäten) in Teilchenbeschleunigern werden Supraleiter verwendet, obwohl die kritische Feldstärke bei hohen Frequenzen deutlich absinkt. Oberhalb einer kritischen Frequenz werden die Cooper-Paare direkt durch Photonenabsorption aufgebrochen. Dann sinkt die kritische Feldstärke auf null. Die einzige Möglichkeit, diese Grenze weiter zu verschieben, ist eine tiefere Kühlung.
Zum Beispiel wurden im TESLA-Projekt supraleitende Kavitäten aus reinem Niob entwickelt, die jetzt (2014) in verschiedenen Elektronenbeschleunigern im Einsatz sind (siehe Linearbeschleuniger). Ein Vorteil und zugleich Nachteil des Systems ist die geringe Dämpfung: Der Wirkungsgrad ist besonders hoch, gleichzeitig werden aber parasitäre Moden nicht gedämpft.

### Messtechnik
Der Josephson-Effekt sowie SQUIDs erlauben die hochgenaue Messung von Magnetfeldern, z. B. zur Bestimmung von Hirn- und Herzmagnetfeldern, in der zerstörungsfreien Materialprüfung oder der geomagnetischen Prospektion.

## Geplante und beginnende Anwendungen

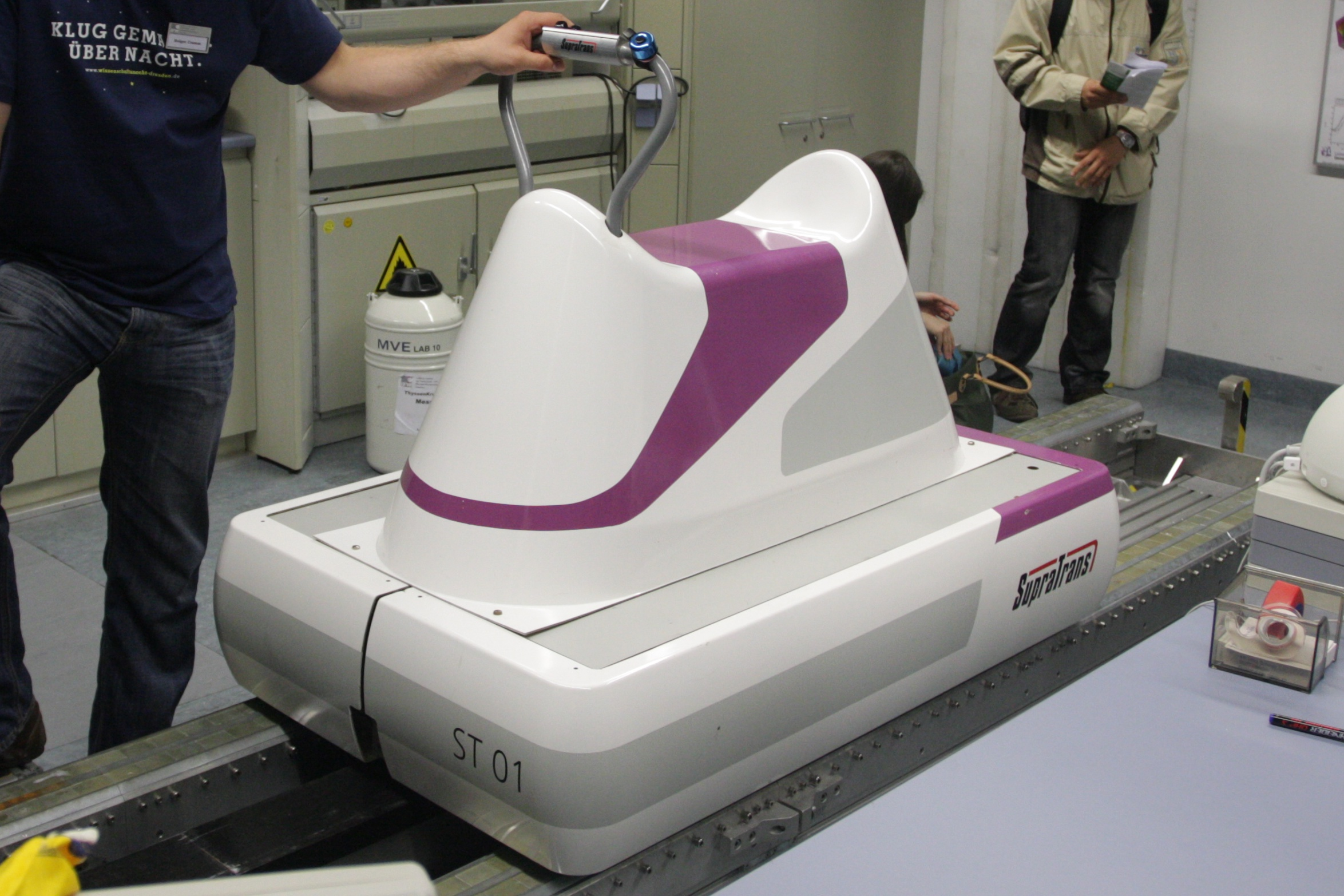
Magnetschwebebahn SupraTrans auf Supraleiterbasis des IFW Dresden

Die bisher bekannten supraleitenden Materialien müssen entweder sehr aufwendig auf extrem niedrige Temperaturen gekühlt werden, oder sie lassen sich schwer verarbeiten. Die folgenden Anwendungen werden erst dann wirtschaftlich, wenn Materialkombinationen gefunden werden, deren Verwendbarkeit durch keinen dieser Nachteile mehr Probleme als Vorteile bringt. Optimal wäre ein Supraleiter bei Umgebungstemperatur.

### Energietransport und -umwandlung

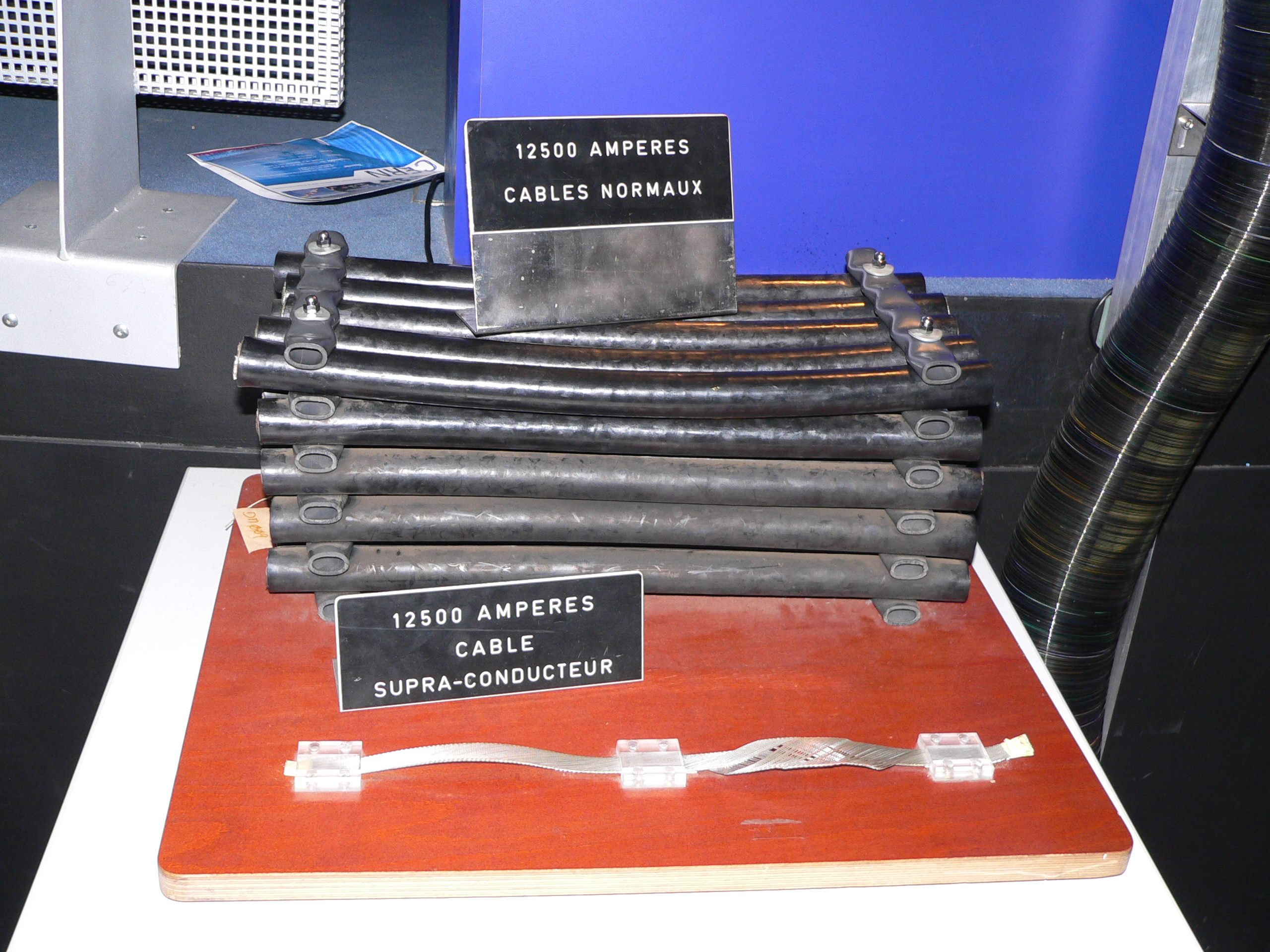
Elektrische Kabel für Teilchenbeschleuniger am CERN; oben: normale Kabel für LEP; unten: supraleitende Kabel für den LHC

Bei Supraleitern zweiter Art zum Transport höherer elektrischer Ströme besteht die Schwierigkeit, dass diese Materialien beim Übergang in den Normalzustand nicht wie die Metalle zu normalen, guten elektrischen Leitern werden, sondern – in guter Näherung – zu Isolatoren. Wechselt ein solcher stromführender Supraleiter in den Normalzustand (zum Beispiel durch Überschreiten der maximalen Stromdichte), wird der durch die Leitungsinduktivität kurz weiterfließende Strom das Material nach dem Jouleschen Gesetz erhitzen, was bis zur völligen Zerstörung des Supraleiters führen kann. Daher bettet man solche Materialien, beispielsweise als mikroskopisch dünne Fäden, in einen normalen Leiter ein. Die Schwierigkeit, aus diesen keramikartigen Materialien dünne Fäden zu ziehen, ist eines der Haupthindernisse für den Einsatz bei höheren Stromstärken.
Es entstanden bereits Anlagen in Energieverteilungsnetzen, bei denen Hochtemperatursupraleiter als Kurzschlussstrombegrenzer dienen. Dabei bewirkt eine erhöhte Stromdichte im Kurzschlussfall, dass der Supraleiter zuerst in den Mischbereich und anschließend in den normalleitenden Bereich übergeht. Der Vorteil gegenüber Kurzschlussstrombegrenzungsdrosseln ist, dass ein Spannungsabfall während des Normalbetriebes nur stark vermindert auftritt. Gegenüber üblichen Sicherungen und Kurzschlussbegrenzern mit Sprengkapseln hat ein solcher Strombegrenzer den Vorteil, dass der supraleitende Zustand ohne Austausch von Betriebsmitteln wiedererreicht wird und ein Normalbetrieb kurze Zeit nach dem Fehlerfall wieder möglich ist.
Für Fernleitungen sind Supraleiter kaum konkurrenzfähig, denn elektrische Leistung kann bei hohen Spannungen auch auf klassischen Leitungen effizient übertragen werden. Jedoch lässt sich in Supraleitern durch ihre höhere erzielbare Stromdichte mehr elektrische Leistung auf gleichem Raum übertragen. Daher können supraleitende Kabel dort eingesetzt werden, wo wegen gestiegenen Bedarfs Erweiterungen bei begrenztem baulichem Raum nötig sind. Ein nur mit flüssigem Stickstoff gekühltes, 1 km langes Hochtemperatur-Supraleiterkabel für Dreiphasenwechselstrom mit 10 kV wird seit Mai 2014 in der Stadt Essen in einem Pilotprojekt eingesetzt und ersetzt eine übliche 110-kV-Leitung. Zum Betrieb der Kühlung genügt eine Station an einem Ende des Kabels. Ein Aluminiumwerk in Voerde plant Supraleiter für eine 200-kA-Stromleitung und gibt einen geringeren Platzbedarf und Materialaufwand als Vorteile an.
Mit Supraleitern lassen sich verlustarme Transformatoren herstellen, die bei gleicher Leistung kleinere Abmessungen und Masse haben und somit beispielsweise im mobilen Betrieb (Lokomotiven) Vorteile bringen. Auf eine umweltgefährdende Ölkühlung kann verzichtet werden. Bei guter thermischer Isolierung müssten für die Kühlung Kältemaschinen genügen.
Annähernd verlustfreie Elektromotoren mit Hochtemperatursupraleitern können eine deutliche Volumen- und Gewichtsersparnis gegenüber klassischen Motoren bringen. Eine mögliche Steigerung des ohnehin sehr guten Wirkungsgrades von 98 % (bei Großmotoren) wäre dagegen fast bedeutungslos.
Auch Generatoren ließen sich mit Supraleitern deutlich leichter und kompakter konstruieren. Sie würden beispielsweise bei Windkraftanlagen geringere Turmkopfmassen und somit eine Kostenreduktion bewirken. Bei einer 10-MW-Maschine kann das Generatorgewicht verglichen mit üblichen Permanentmagnetgeneratoren etwa halbiert werden, bei einer 5-MW-Anlage das Generatorgewicht auf nur ca. 34 Tonnen gesenkt werden. Ein Prototyp eines 3,6-MW-Generators wurde in Bremerhaven getestet und im November 2018 zur Erprobung in eine Windkraftanlage in Dänemark eingebaut. Dort arbeitete der Generator 700 Stunden störungsfrei, bevor die Windkraftanlage nach Abschluss des Tests planmäßig stillgelegt wurde.

### Mechanische Lager
Unter der Verwendung von supraleitenden Lagern lassen sich Schwungräder reibungsfrei lagern, die als kurzfristige Speicher elektrischer Energie dienen können, z. B. zur Kompensation schneller Lastschwankungen der Verbundnetze.

### Magnetische Energiespeicher
In einem supraleitenden magnetischen Energiespeicher (SMES) speichern Spulen Energie im Magnetfeld. Die Energie ist sehr schnell abrufbar und könnte daher zur Kompensation schneller Lastschwankungen in Stromnetzen (Flickerkompensator) oder zur Erzeugung kurzer Pulse hoher Leistung dienen.

### Elektronische Schaltungen
Seit den 1970er Jahren gibt es Versuche, eine supraleitende Elektronik zu entwickeln. Unter anderem wurden Forschungsprojekte von IBM durchgeführt. In diesen Projekten wurde versucht, die Methoden der auf Spannungslevel basierenden Halbleiterelektronik auf die Supraleitung anzuwenden. Aus physikalischen Gründen ist die damit erreichbare Taktfrequenz auf einige GHz begrenzt und damit nicht schneller als aktuelle Halbleiter-Prozessoren.
1985 wurde von einer Forschergruppe der Moskauer Universität ein alternativer Ansatz vorgeschlagen, der besondere Eigenschaften der Supraleitung, den Josephson-Effekt und die Flussquantisierung in supraleitenden Schleifen, nutzt. Er basiert auf dem Austausch einzelner Flussquanten zwischen supraleitenden Schleifen und wird deshalb als schnelle Einzelflussquanten-Elektronik (RSFQ-Elektronik, von engl. Rapid Single Flux Quantum) bezeichnet. Diese Elektronikfamilie zeichnet sich durch sehr geringe Verlustleistungen und Taktfrequenzen über 100 GHz aus.
In der RSFQ-Elektronik wird Niob verwendet. Die Betriebstemperatur von 4,2 K wird meist mittels flüssigen Heliums erreicht. Anders als die zuvor genannten Anwendungen könnte die supraleitende Elektronik von der Entwicklung eines Raumtemperatur-Supraleiters nicht profitieren. Die supraleitende Elektronik basiert auf extrem niedrigen Signalpegeln. Bei steigenden Temperaturen nimmt die Leistung des thermischen Rauschens linear zu, sodass bei Temperaturen über 30 K das geringe Signal-Rausch-Verhältnis die Funktion einer komplexen Schaltung verhindert.

## Geschichte

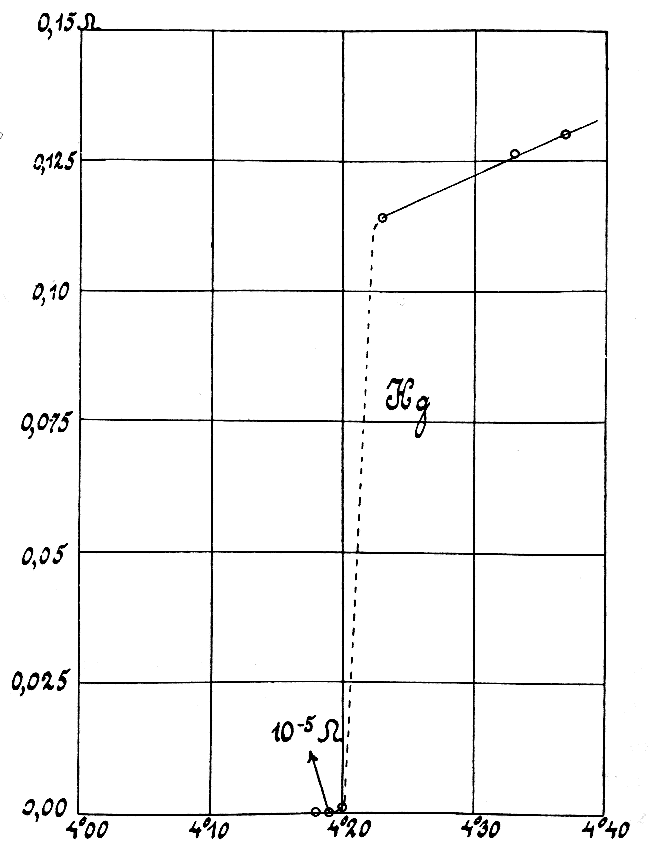
Originalnotiz von Heike Kamerlingh Onnes

Bevor Experimente bei Temperaturen nahe dem absoluten Nullpunkt durchgeführt werden konnten, gab es verschiedene Theorien, wie sich der elektrische Widerstand in diesem Temperaturbereich verhalten würde, so z. B. dass der Widerstand stark ansteigen würde oder dass er ein bestimmtes Niveau nicht unterschreiten würde.
Der Effekt der Supraleitung wurde erstmals am 8. April 1911 vom Niederländer Heike Kamerlingh Onnes bei Experimenten mit flüssigem Helium entdeckt. Er beobachtete, dass Quecksilber unterhalb von 4,19 K sprungartig seinen elektrischen Widerstand verlor. Obwohl die Quantenmechanik damals noch neu war, postulierte er bereits, dass die Supraleitfähigkeit nur quantenmechanisch erklärt werden könne.
Die erste phänomenologische Deutung der Supraleitung kam von den deutschen Physikern und Brüdern Fritz und Heinz London, Cornelis Jacobus Gorter und Hendrik Casimir in den 1930er Jahren.
Der Meißner-Ochsenfeld-Effekt, also die Magnetfeldverdrängung am Sprungpunkt, wurde von Walther Meißner und Robert Ochsenfeld 1933 entdeckt.
Im Jahr 1950 entstand die erfolgreiche phänomenologische Ginsburg-Landau-Theorie. Eine quantenmechanische Theorie der Supraleitung wurde erst im Jahre 1957 von den US-amerikanischen Physikern John Bardeen, Leon Neil Cooper und John Robert Schrieffer (BCS-Theorie) gegeben, wofür ihnen 1972 der Nobelpreis für Physik verliehen wurde.
Im Jahr 1986 publizierten der deutsche Physiker Johannes Georg Bednorz und der Schweizer Karl Alexander Müller (beide waren am IBM-Forschungszentrum bei Zürich beschäftigt) ihre Entdeckung der Hochtemperatursupraleitung, wofür sie bereits 1987 den Nobelpreis erhielten. Eine Theorie über das Zustandekommen dieser Art Supraleitung steht noch aus. Ihre Entdeckung löste weltweit große wissenschaftliche Forschungsaktivitäten aus.
Die russischen Physiker Witali Lasarewitsch Ginsburg und Alexei Alexejewitsch Abrikossow erhielten 2003 den Nobelpreis für ihre Forschungen über die verschiedenen Typen von Supraleitern (Supraleiter 1. und 2. Art).
Ab den 2000er Jahren gab es auch Anwendungen von Hochtemperatursupraleitern in der elektrischen Stromversorgung als Generatoren und Motoren. In Essen wurde 2014 das weltweit längste Supraleiterkabel erstmals testweise in den städtischen Betrieb integriert. Das 1 km lange, auf 40 MW ausgelegte Hochtemperatur-Supraleiterkabel wurde von Nexans in Hannover gefertigt.
Organische Supraleiter wurden 1965 durch William A. Little vorhergesagt und 1979 durch Klaus Bechgaard und Denis Jérome entdeckt. Die ersten waren quasi-eindimensional, später fanden sich auch zweidimensionale organische Supraleiter (wie Fullerene, Kohlenstoffnanoröhren).

### Fachartikel
- J. R. Schrieffer, M. Tinkham: Superconductivity. In: Reviews of Modern Physics. Band 71, Nr. 2, 1. März 1999, S. S313–S317, doi:10.1103/RevModPhys.71.S313 (englisch).
- J. Bardeen, L. N. Cooper, J. R. Schrieffer: Theory of Superconductivity. In: Physical Review. Band 108, Nr. 5, 1. Dezember 1957, S. 1175–1204, doi:10.1103/PhysRev.108.1175 (englisch).

### Fachbücher
- Yassine Slimani, Essia Hannachi (Hrsg.): Superconducting Materials: Fundamentals, Synthesis and Applications. Springer Nature Singapore, Singapore 2022, ISBN 978-981-19-1210-8, doi:10.1007/978-981-19-1211-5 (englisch).
- David A. Cardwell, David C. Larbalestier, Aleksander Braginski (Hrsg.): Handbook of Superconductivity Theory, Materials, Processing, Characterization and Applications (3-Volume Set). 2. Auflage. CRC Press, Boca Raton 2021, ISBN 978-1-4398-1730-8.
- Werner Buckel, Reinhold Kleiner: Supraleitung (= Lehrbuch Physik). 7., aktualisierte und erw.  Auflage. Wiley-VCH, Weinheim 2013, ISBN 978-3-527-41139-9.
- Kristian Fossheim: Superconductivity: Discoveries and Discoverers: Ten Physics Nobel Laureates Tell Their Story. Springer Berlin Heidelberg, Berlin, Heidelberg 2013, ISBN 978-3-642-36058-9, doi:10.1007/978-3-642-36059-6 (englisch).
- Andrei Lebed (Hrsg.): The Physics of Organic Superconductors and Conductors (= Robert Hull, R. M. Osgood, Jürgen Parisi, Hans Warlimon [Hrsg.]: Springer Series in Materials Science. Band 110). Springer Berlin Heidelberg, Berlin, Heidelberg 2008, ISBN 978-3-540-76667-4, doi:10.1007/978-3-540-76672-8 (englisch).
- Gernot Goll: Unconventional Superconductors (= Springer Tracts in Modern Physics. Band 214). Springer-Verlag, Berlin/Heidelberg 2006, ISBN 3-540-28985-2, doi:10.1007/11010715 (englisch).

- James F. Annett: Superconductivity, superfluids, and condensates. Oxford Univ. Press, Oxford 2005, ISBN 0-19-850756-9 (englisch).
- Peter J. Ford: The rise of the superconductors. CRC Pr., Boca Raton 2005, ISBN 0-7484-0772-3 (englisch).
- Anant V. Narlikar (Hrsg.): Frontiers in Superconducting Materials. Springer Berlin Heidelberg, Berlin, Heidelberg 2005, ISBN 3-540-24513-8, doi:10.1007/b138883 (englisch).

### Klassiker
- P. G. de Gennes: Superconductivity Of Metals And Alloys (= Advanced book classics). Advanced Book Program, Perseus Books, Reading, Mass 1999, ISBN 0-7382-0101-4 (englisch, archive.org – Originaltitel: Superconductivity Of Metals And Alloys. 1966.).
- John M. Blatt: Theory of Superconductivity (= Pure and Applied Physics. Band 17). Academic Press, 1964 (englisch, archive.org).
- J. R. Schrieffer: Theory of Superconductivity. CRC Press, 2018, ISBN 978-0-429-49570-0, doi:10.1201/9780429495700 (englisch, archive.org – Originaltitel: Theory Of Superconductivity. 1964.).